# Janusz Rydzkowski
Janusz Rydzkowski (ur. 1949 w Piotrkowie Kujawskim) – polski dyplomata, ambasador tytularny, autor książek o ONZ.

## Życiorys
Ukończył studia na Wydziale Dziennikarstwa i Nauk Politycznych Uniwersytetu Warszawskiego i Podyplomowe Studium Służby Zagranicznej. W 1991 uzyskał stopień doktora nauk humanistycznych w zakresie nauk politycznych w Polskim Instytucie Spraw Międzynarodowych.
Od 1979 w Ministerstwie Spraw Zagranicznych, początkowo w Departamencie III. W latach 1983–1988 był I sekretarzem w Stałym Przedstawicielstwie Polski przy ONZ w Nowym Jorku. W 1991 zakładał polską ambasadę w Manili, którą następnie w 1993 zamknął. Kolejne funkcje to radca Ambasady RP w Seulu, radca-minister w Stałym Przedstawicielstwie RP przy Biurze ONZ w Wiedniu oraz ambasador RP w Portugalii, (29 marca 2004–2007). Przewodniczył delegacji polskiej na negocjacje nad Konwencją przeciwko międzynarodowej przestępczości zorganizowanej, która z polskiej inicjatywy przyjęta została przez Zgromadzenie Ogólne ONZ i stała się instrumentem prawa międzynarodowego. Współprzewodniczący Komitetu ad hoc, w którym negocjował konwencję i jej trzy protokoły dot. handlu ludźmi, migrantów i broni krótkiej. Pełnił obowiązki wiceprzewodniczącego Komisji Zapobiegania Przestępczości i Wymiaru Sprawiedliwości i Komisji Środków Odurzających. Wielokrotnie przewodniczył delegacji polskiej na posiedzenia obu komisji. Był zastępcą przedstawiciela RP w Radzie ds. Namibii, Radzie Gubernatorów MAEA, UNIDO, CTBTO  oraz reżimach nieproliferacji. Jako ekspert ONZ uczestniczył w przygotowaniu przez Kanadyjski Instytut Prawa Kryminalnego poradnika implementacji Konwencji przeciwko międzynarodowej przestępczości zorganizowanej.
W MSZ pełnił między innymi obowiązki dyrektora departamentu politycznego ONZ. Wykładał na uczelniach polskich i okazjonalnie na zagranicznych. Jest autorem wielu publikacji m.in. w Sprawach Międzynarodowych oraz autorem haseł w Encyklopedii Powszechnej dot. OBWE. 

## Publikacje książkowe
- „Słownik ONZ” (wyd. 1,  2000 r., wyd. 2,  2003 r.);
- „Polska Polityka Zagraniczna 1989 – 2002”, (2003), współautor;
- „Organizacja Narodów Zjednoczonych – Przewodnik polityczny”, wyd. 1, 2012 r., wyd. 2, 2015 r.